# Carlo Romanelli (scultore)
Carlo Alfred Romanelli (Firenze, 24 agosto 1872 – 9 agosto 1947) è stato uno scultore italiano.
Arrivò negli Stati Uniti nel 1902, stabilendosi a Los Angeles, in California. Si trasferì a Detroit, nel Michigan, all'inizio degli anni Venti. Era figlio dello scultore italiano Raffaello Romanelli (1856-1928) che nel 1927 realizzò il busto di Dante Alighieri al Belle Isle Park di Detroit. Tra le opere di Carlo Romanelli a Detroit si annoverano la tavoletta in bronzo dello sbarco di Cadillac, ora presso la stazione del Cadillac Center People Mover in centro, e La Pietà all'ingresso del cimitero di Mt. Elliott. Carlo frequentò la Regia Accademia d'Arte in Italia e studiò con il padre e lo scultore Augusto Rivalta; la statua di Cristoforo Colombo di Rivalta (1910) si trova oggi tra Jefferson Avenue e Randolph Street.
Altre opere di Romanelli completate per Detroit includono un busto del vescovo Foley, che non fu collocato.